# Phó Hoằng Chi
Phó Hoằng Chi (tiếng Trung: 傅弘之; bính âm: Fù Hóngzhī, 377-418) là tướng thời Đông Tấn trong lịch sử Trung Quốc. Ông tham gia vào cuộc nội chiến nhà Đông Tấn và cuộc chiến với các nước Ngũ Hồ phương Bắc.

## Chống Hoàn Huyền
Phó Hoằng Chi tự là Trung Độ, người Nê Dương, Bắc Địa.
Khi còn nhỏ, Phó Hoằng Chi có tính cách phóng khoáng và có chí lớn. Ông từng giữ chức chủ bạ trong châu.
Phó Hoằng Chi lớn lên cuối thời Đông Tấn. Năm 404, Hoàn Huyền cướp ngôi nhà Tấn, phế truất Tấn An Đế. Tướng Dữu Trắc ở Nam Dương khởi binh tập kích Ung châu, thứ sử Phùng Cai bỏ chạy. Phó Hoằng Chi đang ở Giang Lăng, cùng cháu Dữu Trắc là Dữu Lâm bàn kế giết thứ sử Kinh châu là Hoàn Thạch Khang và kêu gọi Dữu Trắc ủng hộ. Nhưng em Dữu Lâm là Dữu Sung lại không ủng hộ ý định này, đi báo cho Hoàn Thạch Khang. Vì vậy Hoàn Thạch Khang giết chết Dữu Lâm và bắt Phó Hoằng Chi giam lại.
Sau khi tra xét thấy Phó Hoằng Chi không phải là chủ mưu, và trong tay ông cũng không có quân sĩ nên Hoàn Huyền tha chết cho ông.
Sau đó ông tham gia quân Lưu Dụ chống lại Hoàn Huyền, cuối cùng lật đổ Hoàn Huyền, phục lại ngôi vua cho Tấn An Đế. Lưu Dụ trở thành người nắm quyền trong triều đình nhà Tấn. Phó Hoằng Chi được phong làm Thái úy Hành tham quân.

## Chống Hạ
Năm 417, Phó Hoằng Chi theo Lưu Dụ đi đánh nước Hậu Tần của người Khương ở phía bắc. Ông cùng 7 cánh quân tiến lên chiếm cứ ải Vũ Quan, tấn công chiếm Lam Điền. Cuối cùng ông cùng đại quân Lưu Dụ diệt được Hậu Tần. Khi Lưu Dụ tiến vào Trường An, Phó Hoằng Chi mặc áo giáp biểu diễn tài phi ngựa, khiến nhiều người thán phục.
Lưu Dụ lo cướp ngôi nhà Tấn nên không ở lại Trường An mà rút về Kiến Khang, để con nhỏ là Lưu Nghĩa Chân ở lại trấn thủ. Phó Hoằng Chi trong số các tướng giúp Nghĩa Chân.
Vua nước Hạ là Hách Liên Bột Bột mang quân tấn công Trường An. Giữa lúc đó nội bộ quân Đông Tấn luôn xung khắc và đánh giết lẫn nhau: Thẩm Điền Tử giết Vương Trấn Ác, Vương Tu giết Điền Tử, làm cho lực lượng suy yếu. Hách Liên Bột Bột dẫn quân chiếm được Hàm Dương và ngày đêm vây đánh Trường An. Các huyện Quan Trung đều đầu hàng quân Hạ.
Đầu năm 418, quân Hạ kéo đến giáp đánh. Phó Hoằng Chi ra quân đại phá quân Hạ dưới quyền chỉ huy của Từ Sư Cao, Phật Phật và thái tử Hách Liên Hoàn ở Trì Dương và bến Quả Phụ.
Tuy nhiên sau đó quân Hạ quay trở lại, lực lượng chênh lệch, quân Tấn không chống nổi quân Hạ. Lưu Dụ ở Bành Thành lệnh cho Nghĩa Chân rút về Bành Thành. Tháng 11 năm 418, Bột Bột biết tin quân Tấn rút lui liền mang 3 vạn quân truy kích, nhanh chóng đuổi kịp. Phó Hoằng Chi thúc quân ác chiến với Phật Phật nhưng cuối cùng bị thất bại. Phó Hoằng Chi cùng các tướng Mao Tu Chi, Phù Ân đi đoạn hậu đều không chống nổi quân Hạ và bị bắt sống. Lưu Nghĩa Chân bỏ chạy trước và nhân trời tối nên thoát được. Quân Đông Tấn tan tác và mất Trường An.
Phó Hoằng Chi chửi mắng quân Hạ nên bị Phật Phật giết chết. Năm đó ông 42 tuổi.